# Нордмарк, Ева
Ева Мария Нордмарк (швед. Eva Marie Nordmark, в девичестве — Перссон Селлин, Persson Sellin, род. 21 февраля 1971, Лулео, Норрботтен) — шведская женщина-политик. Член Социал-демократической рабочей партии. В прошлом — министр гендерного равенства Швеции (2021—2022), министр рынка труда Швеции (2019—2022), депутат риксдага (парламента) от лена Норрботтен (1995—1998).

## Биография
Родилась 21 февраля 1971 года в Лулео в лене Норрботтен. Отец — Ульф Селлин (Ulf Sellin), мать — Биргитта Перссон (Birgitta Persson).
В 1988—1990 гг. училась на общественно-политическом направлении в школе Хермелин в Лулео. В 1992—1994 гг. училась на факультете политологии Технологического университета Лулео (LTU).
В 1992—1999 гг. работала в муниципалитете Лулео, в 1995—1997 гг. — член совета. В 1995—2002 гг. — член муниципального совета лена Норрботтен.
В 1992—1995 гг. — председатель Социал-демократической рабочей партии в лене Норрботтен, в 1993—1995 гг. — член федерального совета партии. С 10 января по 9 октября 1995 года Еву Нордмарк заменял в риксдаге Леннарт Тёрнлунд. С 10 октября 1995 года по 5 октября 1998 года Ева Нордмарк была депутатом риксдага от лена Норрботтен. С 8 ноября 1995 года по 23 октября 1996 года — член шведской делегации в Северном совете.
В 1999—2004 гг. — руководитель в центре профсоюза SKTF в Лулео, отвечала за деятельность в ленах Норрботтен и Вестерботтен, в 2004—2011 гг. — председатель профсоюза SKTF, нынешнего Vision. В 2001—2004 гг. — председатель отделения Центрального объединения служащих (TCO) в лене Норрботтен, в 2011—2019 гг. — председатель Центрального объединения служащих (TCO). В 2005—2006 гг. — член совета директоров страховой компании Folksam Liv, в 2015—2019 гг. — член совета директоров страховой компании Folksam Sak. В 2006—2009 гг. — член совета директоров государственной компании Samhall, созданной для содействия в развитии людей с функциональными нарушениями, снижающими их работоспособность.
В 2011—2013 гг. — член правительственной комиссии по вопросам будущего в кабинете Райнфельдта. В 2013—2019 гг. — президент Технологического университета Лулео (LTU).
10 сентября 2019 года получила портфель министра труда во втором кабинете во главе с Стефаном Лёвеном.
30 ноября 2021 года получила портфель министра труда и гендерного равенства Швеции в правительстве Магдалены Андерссон, сменила министра гендерного равенства Мэрту Стеневи.

## Личная жизнь
Замужем. Мать двоих детей.